# Zlidol Gate
Das Zlidol Gate (englisch; bulgarisch Злидолска порта Slidolska porta) ist ein hufeisenförmiger, 500 m breiter und über 800 m hoher Bergsattel im Norden des Grahamlands auf der Antarktischen Halbinsel. Er trennt das Detroit-Plateau im Westen von den östlich aufragenden Trakiya Heights und verbindet den Russell-West-Gletscher im Norden mit dem Victory-Gletscher im Süden.
Deutsche und britische Wissenschaftler kartierten ihn 1996 gemeinsam. Die bulgarische Kommission für Antarktische Geographische Namen benannte ihn 2010 nach der Ortschaft Slidol im Nordwesten Bulgariens.